# Rednex
I Rednex sono un gruppo musicale eurodance svedese formatosi nel 1994 e specializzato in novelty song.
Il gruppo è composto dalla cantante Dakotah e dai Dagger, Ace Ratclaw e Joe Cagg, ma nel corso degli anni ha cambiato più volte formazione.
Hanno ottenuto la fama mondiale tra il 1994 e il 1995 grazie alla vasta popolarità dei brani Cotton Eye Joe e Old Pop in an Oak, che coniugavano i ritmi della musica dance a tratti distintivi della musica country.
Dopo i risultati altalenanti delle successive pubblicazioni, che hanno ridimensionato il successo e la notorietà del gruppo nonostante siano state accolte bene in particolar modo nei mercati di Svizzera, Austria e Germania, dal 2006, in seguito ad una partecipazione al Melodifestivalen, il gruppo ha proseguito la sua attività producendo singoli di successo nel loro paese d'origine.

## Storia del gruppo

### Cotton Eye JoeeOld Pop in an Oak: il successo mondiale
L'idea di base per la creazione del gruppo fu dei produttori discografici Janne Ericsson, Örjan "Öban" Öberg e Pat Reiniz, che ebbero l'intuizione di formare un gruppo che unisse il genere eurodance, particolarmente di moda nel 1994, alla musica country. I Rednex, storpiatura del termine "redneck", debuttarono nel 1994 con una versione in chiave eurodance del brano tradizione country Cotton-Eyed Joe (pubblicata con un titolo leggermente differente, Cotton Eye Joe), con i quali hanno raggiunto una fama internazionale che li ha portati in vetta alle classifiche di Svizzera, Austria, Paesi Bassi, Svezia, Norvegia, Nuova Zelanda e Regno Unito, varcando anche i confini europei e ottenendo buone posizioni in classifica anche in Canada e negli Stati Uniti.
Subito dopo il successo del loro primo brano hanno pubblicato il loro secondo singolo, Old Pop in an Oak, dalle sonorità simili al precedente. Anche questo nuovo brano ha ottenuto un ottimo riscontro commerciale, raggiungendo ottime posizioni in classifica e in particolar modo la prima posizione in Austria, Svezia e Norvegia
I primi ottimi risultati sono sfociati in un intero album, intitolato Sex & Violins, pubblicato dalla Jive Records nel maggio del 1995, che ha scalato le classifiche mondiali così come i precedenti singoli e raggiunto la prima posizione in Svizzera. Contemporaneamente all'uscita del disco è stato pubblicato anche un terzo singolo, Wish You Were Here, con il quale hanno abbandonato le sonorità dance proponendo al pubblico una vera e propria ballata pop. Nonostante il cambio di genere, il singolo ha bissato il successo commerciale e raggiunto la vetta delle classifiche di Svizzera, Austria e Norvegia. Successivamente sono stati estratti altri due singoli dall'album di debutto Sex & Violins, Wild 'N Free e Rolling Home, che hanno ottenuto inferiori risultati di vendita.
Nel 1997, dopo un periodo di assenza dalle scene, è stato pubblicato un ulteriore singolo estratto dall'album, Riding Alone, passato inosservato.

### Farm Out: il ritorno
Il gruppo è tornato a incidere nel 1999, con il singolo The Way I Mate, che ha ricevuto una fredda accoglienza da parte del mercato discografico riuscendo comunque a entrare nella top ten della classifica svedese. È del 2000 invece il singolo The Spirit of the Hawk, che ha riportato il gruppo ai vertici delle classifiche in Austria, risultando il più grande successo discografico del gruppo dopo i singoli d'esordio.
Il discreto successo di The Spirit of the Hawk ha spinto la Jive Records a produrre un secondo album del gruppo, Farm Out, pubblicato nell'autunno del 2000. Accompagnato dal singolo Hold Me for a While, che ha riscosso un tiepido successo nei paesi di lingua tedesca, l'album si è rivelato sommariamente un insuccesso dal punto di vista discografico, ottenendo un discreto successo in Svizzera, dove ha raggiunto la sedicesima posizione in classifica, ma venendo quasi totalmente ignorato nel resto del mondo, ad eccezione dell'Austria e della Svezia, dove l'album ha fatto la sua comparsa nelle rispettive classifiche.
Nel 2001 è uscito un ulteriore singolo del gruppo, The Chase, notato soltanto nei paesi di lingua tedesca dove ha riscosso comunque un tiepido successo. L'anno successivo hanno pubblicato una nuova versione remixata di Cotton Eye Joe, rimasta per otto settimane nella classifica austriaca dei singoli senza far segnare una posizione massima di rilievo.
Entrambi i brani sono stati pubblicati nella prima raccolta del gruppo, Best from the West, pubblicato il 10 febbraio 2003 dall'etichetta discografica Zomba Records, legata alla loro storica casa discografica, la Jive Records.

### La partecipazione al Melodifestivalen e le nuove produzioni
Dopo diversi anni di silenzio, il gruppo si è ripresentato al pubblico nel 2006 partecipando al Melodifestivalen con il brano Mama Take Me Home, che ha riportato il gruppo al successo nella sua nazione di origine, la Svezia, dove il singolo ha ottenuto un terzo posto in classifica. Questo lavoro ha segnato il passaggio del gruppo sotto la nuova etichetta discografica M&L. Nello stesso anno è uscito un nuovo singolo, Fe Fi, che ha bissato il successo del precedente ottenendo un quarto posto nella classifica svedese.
Nel 2007 hanno pubblicato altri due singoli, Anyway You Want Me e Looking for a Star, altri due buoni successi sul mercato svedese dove hanno raggiunto rispettivamente l'ottava e la quarta posizione in classifica, mentre l'anno successivo sono stati diffusi Railroad, Railroad e Football Is Our Religion, che ha riportato il gruppo al vertice di una classifica di vendite dei singoli (nel caso specifico in Svezia, risultato ottenuto prima solo con Cotton Eye Joe e Old Pop in an Oak) dopo otto anni dall'ultima volta, con The Spirit of the Hawk.
Un ulteriore singolo, Devil's on the Loose, uscito nel 2010, si è rivelato un insuccesso.

## Discografia

### Album
- 1995 - Sex & Violins
- 2000 - Farm Out

#### Raccolte
- 2003 - Best from the West

### Singoli
- 1994 – Cotton Eye Joe
- 1994 – Old Pop in an Oak
- 1995 – Roping a Cow
- 1995 – Wish You Were Here
- 1995 – Wild 'N Free
- 1995 – Rolling Home
- 1997 – Riding Alone
- 1999 – The Way I Mate
- 2000 – The Spirit of the Hawk
- 2000 – Hold Me for a While
- 2001 – The Chase
- 2002 – Cotton Eye Joe (remix)
- 2006 – Mama Take Me Home
- 2006 – Fe Fi
- 2007 – Anyway You Want Me
- 2007 – Looking for a Star
- 2008 – Railroad, Railroad
- 2008 – Football Is Our Religion
- 2010 – Devil's on the Loose
- 2012 – Racing
- 2012 – The End
- 2016 – Innit for the Money
- 2018 – Manly Man

## Formazione

### Attuale
- Scarlet
- Dagger
- Ace Ratclaw
- Joe Cagg

### Ex membri
- Annika Ljungberg, voce
- Kent Olander, chitarra
- Jonas Nillson, basso elettrico
- Ranis Edenberg, chitarra
- Urban Landgren, chitarra
- Mia Löfgren, voce
- Anders Sandberg, voce
- Jens Sylsjö, chitarra